# Diskografija Vlatke Pokos
Diskografija Vlatke Pokos obuhvaća dva studijska albuma, jedan EP, šesnaest singlova i pet spotova.

## Studijski albumi
| Godina                                                                               | Album                                                                                | Najviša pozicija | Najviša pozicija | Najviša pozicija | Certifikacije |
| Godina                                                                               | Album                                                                                | HR               | SL               | SR               | Certifikacije |
| ------------------------------------------------------------------------------------ | ------------------------------------------------------------------------------------ | ---------------- | ---------------- | ---------------- | ------------- |
| 1998.                                                                                | Vlatka - izdan: 1998. - producentska kuća: ZG Zoe - formati: CD, kazeta              | —                | —                | —                |               |
| 2005.                                                                                | Na dohvat ruke - izdan: 2005. - producentska kuća: Hit Records - formati: CD, kazeta | 24               | —                | —                |               |
| "—" znači da album nije izdan u toj državi ili nije dosegao mjesto na top ljestvici. |                                                                                      |                  |                  |                  |               |

## EP
| Godina                                                                               | EP                                                                     | Najviša pozicija | Najviša pozicija | Najviša pozicija | Certifikacije |
| Godina                                                                               | EP                                                                     | HR               | SL               | SR               | Certifikacije |
| ------------------------------------------------------------------------------------ | ---------------------------------------------------------------------- | ---------------- | ---------------- | ---------------- | ------------- |
| 1995.                                                                                | Petak - izdan: 1995. - producentska kuća: ZG Zoe - formati: CD, kazeta | —                | —                | —                |               |
| "—" znači da album nije izdan u toj državi ili nije dosegao mjesto na top ljestvici. |                                                                        |                  |                  |                  |               |

## Singlovi
| Godina | Singl                       | Najviša pozicija | Najviša pozicija | Najviša pozicija | Album                    |
| Godina | Singl                       | HR               | SL               | SR               | Album                    |
| ------ | --------------------------- | ---------------- | ---------------- | ---------------- | ------------------------ |
| 1995.  | Petak                       | —                | —                | —                | Petak                    |
| 1996.  | Ljubi me, ljubi ft. Fantomi | —                | —                | —                | Iza zatvorenih vrata     |
| 1997.  | Ljubav je tu                | —                | —                | —                | Vlatka                   |
| 1998.  | Ja te ljubim                | —                | —                | —                | Vlatka                   |
| 1998.  | Bodyguard                   | —                | —                | —                | Vlatka                   |
| 2002.  | Poljubi me ft. Deen         | —                | —                | —                | Ja sam vjetar zaljubljen |
| 2002.  | Ja te dobro znam            | —                | —                | —                | Na dohvat ruke           |
| 2004.  | Što si me učinio takvom     | —                | —                | —                | Na dohvat ruke           |
| 2005.  | Ruke su mi vezane           | —                | —                | —                | Na dohvat ruke           |
| 2006.  | Prelijepo da bi trajalo     | —                | —                | —                | Na dohvat ruke           |
| 2006.  | Najbolja                    | —                | —                | —                | Nadolazeći treći album   |
| 2006.  | Ja još imam potrebu         | —                | —                | —                | Nadolazeći treći album   |
| 2008.  | Oči danju skrivam           | —                | —                | —                | Nadolazeći treći album   |
| 2009.  | Dlanom o dlan               | —                | —                | —                | Nadolazeći treći album   |
| 2010.  | Kako god bilo               | —                | —                | —                | Nadolazeći treći album   |
| 2013.  | Treba mi snage              | —                | —                | —                | Nadolazeći treći album   |

## Videospotovi
| Godina | Spot                    |
| ------ | ----------------------- |
| 1995.  | Petak                   |
| 2002.  | Poljubi me              |
| 2004.  | Što si me učinio takvom |
| 2006.  | Prelijepo da bi trajalo |
| 2010.  | Kako god bilo           |